# Doryopteris takeuchii
Doryopteris takeuchii är en kantbräkenväxtart som först beskrevs av Warren Herbert Wagner, och fick sitt nu gällande namn av Warren Herbert Wagner. Doryopteris takeuchii ingår i släktet Doryopteris och familjen Pteridaceae. Inga underarter finns listade.